# Aéroport de Ross River
L'aéroport de Ross River est un aéroport situé au Yukon, au Canada.